# Abdul Gani
Abdul Gani (8 augustus 1992) is een Indonesisch wielrenner die anno 2018 rijdt voor KFC Cycling Team.

## Carrière
In 2016 werd Gani vierde in de door Ryan MacAnally gewonnen Ronde van Jakarta.
In maart 2017 nam Gani deel aan de Ronde van Lombok, waarin hij in de laatste etappe als zesde finishte. In de zesdaagse Ronde van Flores eindigde hij, met een achterstand van een klein half uur op winnaar Thomas Lebas, op de veertiende plaats in het algemeen klassement. In de Ronde van de Molukken eindigde hij, na tweemaal bij de beste zeven renners te zijn gefinisht, op de vijfde plaats in het puntenklassement. Na zijn deelname aan de Ronde van Ijen, waarin een tiende plaats in de laatste etappe zijn beste klassering was, stond Gani in oktober aan de start van de Jelajah Malaysia. In de eerste etappe eindigde hij als tweede, achter Nur Amirul Fakhruddin Marzuki. De Maleisiër werd vanwege een incident eerder in de etappe echter niet de eerste leider, waardoor Gani een dag later in de leiderstrui mocht vertrekken. Zijn leidende positie moest hij na die tweede etappe afstaan aan Ryan Thomas.
In januari 2018 nam Gani deel aan de Ronde van Indonesië, die voor het eerst sinds 2011 weer werd georganiseerd. In de eerste etappe sprintte hij, achter Dylan Page en Projo Waseso, naar de derde plaats. Een dag later was Gani wel de beste, nadat hij de sprint van een groep van zes won. Door zijn overwinning nam hij de leiderstrui over van Page, die dertig seconden later wel de sprint van het peloton won. In de laatste etappe raakte Gani zijn leiderstrui kwijt aan Ariya Phounsavath, die zo Eric Sheppard opvolgde als eindwinnaar.

## Overwinningen
2018
2e etappe Ronde van Indonesië
Indonesisch kampioen op de weg, Elite

## Ploegen
- 2017 –  KFC Cycling Team
- 2018 –  KFC Cycling Team

Abdurrohman · Ali · Arifin · Gani · Hibatullah · Hidayat · Juangga · Sahbana · Setiawan
- Virtual International Authority File: 173719648